# Тайгара
Тайгара (каз. Тайғара) — село в Бокейординском районе Западно-Казахстанской области Казахстана. Входит в состав Муратсайского сельского округа. Код КАТО — 275439400.

## Население
В 1999 году население села составляло 234 человека (106 мужчин и 128 женщин). По данным переписи 2009 года, в селе проживали 182 человека (96 мужчин и 86 женщин).